# Lontué
Lontué (del mapudungun: lontue ‘región baja’) es una localidad de Chile de 25.029 habitantes, ubicada en la comuna de Molina, en la provincia de Curicó, Región del Maule. Se encuentra entre la capital comunal, Molina, y la capital provincial Curicó, estando a 8,8 km de distancia de la primera, y a 9,6 km de la segunda. Está rodeada de campos destinados principalmente a la producción de vino.

## Descripción
| Noroeste: Sagrada Familia y Maquehua | Norte: Curicó        | Noreste: Romeral               |
| Oeste: Santa Rosa                    |                      | Este: Entre Ríos y Los Niches  |
| Suroeste Itahue                      | Sur: Molina y Cumpeo | Sureste: Pichingal y Buena Paz |

Lontué es una localidad de 25.029 habitantes (según el censo de 2002). La traza urbana se estructura en torno a dos vías principales que se intersecan en cruz. En este sentido Lontué corresponde a la tipología urbana del llamado "pueblo-calle", del que se desconoce un acto de fundación formal, surgiendo junto a la vía férrea (con su estación Lontué), una calle paralela y el cruce de esta arteria con otra, un camino, perpendicular a los rieles.
En torno a estos dos ejes estructurantes han surgido un casco urbano de aproximadamente 102 hectáreas, de las cuales 64 (62,7 %) han sido levantadas con posterioridad a 1960. Estas se componen principalmente de sectores residenciales de subsidio habitacional, junto a plantas procesadoras de fruta y bodegas de viñas, que se concentran al oriente del casco urbano y en la localidad vecina de Casa Blanca.
En sentido aproximado Este-Oeste (NE-SO) se extiende la principal calle, avenida 7 de abril (el nombre conmemora la fecha del primer Combate de Quechereguas, registrado en las inmediaciones). Esta vía une la población con la Ruta 5 (carretera longitudinal del país) al oeste y se prolonga más allá como Ruta K 150, hacia localidades como Sagrada Familia, Villa Prat y la costa de la provincia. Esta avenida también es el principal eje comercial y de servicios, atravesando la vía férrea que recorre el pueblo en sentido norte-sur por medio de un paso bajo nivel, tradicional sitio de inundaciones. La avenida se extiende al O y SO hasta transformarse en la Ruta K 15, que comunica con las localidades de Entre Ríos, Casablanca, Villa Quechereguas y la cabecera comunal; Molina. De este último camino también se desprende una vía secundarias hacia Pichingal (Ruta K 117).
De forma perpendicular a avenida 7 de abril, en sentido aproximado Norte-Sur y en forma paralela a la vía férrea que atraviesa el pueblo, se extiende la calle Luz Pereira, que se extiende más allá de los límites urbanos como el camino rural ripiado K 145. Este último, en sus dos extremos, conecta con una salida secundaria a la Ruta 5, al N, y el camino que une Molina con la Ruta 5, al S.
Paralelo a avenida 7 de abril, y un par de cuadras al sur de la misma, corre el cauce denominado Estero Río Seco, un brazo desprendido del Río Lontué en las cercanías de Pichingal, que ha sido foco de diversas innundaciones y desbordes que han afectado históricamente al pueblo. El Estero Río Seco alimenta numerosos canales de regadío que se extienden por los campos cercanos.

### Equipamiento e infraestructura
Lontué cuenta con escuela pública ("Presidente Eduardo Frei Montalva"), liceo politécnico ("Juan A Morales González"), colegio Técnico Profesional ("Antilhue"), compañía de bomberos, retén de Carabineros, centro de salud familiar (CESFAM), oficina municipal, comercio, parroquia católica ("San Bonifacio") y templos evangélicos. Se construye una nueva plaza de armas, destinada a suplir la tradicional ausencia de un centro cívico y de servicios, fuera de la pequeña plazoleta San Bonifacio que hace las veces de espacio público atrial para la parroquia. Hay un estadio municipal de capacidad para 46500 espectadores. Situación similar, falta de mantención y deterioro, afecta a la de la estación de trenes, que es junto a la parroquia uno de los principales edificios patrimoniales del pueblo. Allí ya no se detienen servicios regulares de ferrocarril.
Los conjuntos habitacionales de la ciudad incluyen: Población Aldea Campesina, Villa Primavera, Población Los Laureles, Población Francisco Javier Correa, población Santa Amalia, Villa Francia, Villa Manuel Larrain, viña Lontue, Santa Lucía y Villa Futuro. En el perímetro e inmediaciones existen industrias agroalimentarias, como una planta Carozzi de producción de alimento para mascotas, junto con viñas productoras y exportadoras de vino y espumante, como Viña San Pedro, Viña Valdivieso, Viña Santa Rita, Viña Concha y Toro, y Viña La Fortuna entre otras.

## Historia

### Conquista y Colonia
En crónicas de la Conquista aparece consignada la existencia en 1593 de un "pueblo de indios" promaucaes denominado Lontué correspondiente al partido del Maule. Durante toda la Colonia continúan presentándose numerosas alusiones al "pueblo de Lontué" y una "doctrina de Lontué", territorio a cargo de un sacerdote católico, vicario responsable del adoctrinamiento y vigilancia religiosa de la población originaria de la zona.

### Independencia: censo y batallas en Quechereguas
El censo de 1813 señala que en toda la "doctrina y curato de Lontué" vivían 4.630 personas. Ni una sola de ellas era "español europeo", estudiante, profesor, miliciano de infantería o religiosa. Sí había todavía 157 indígenas, 260 mestizos (descendientes directos de indígenas y criollos según el sistema de castas español) y 158 mulatos. La mayor parte de la fuerza laboral se relaciona a labores campestres, siendo hacendados, propietarios rústicos, inquilinos o jornaleros. pero se consignan 58 esclavos, 21 mineros, 4 comerciantes y 11 artesanos, en su mayoría curtidores. Existían aparte de la parroquia "del Rosario del Ntra..Sra. del Carmen en Peteroa", 3 molinos, 2 trapiches de oro y 4 curtiembres. La totalidad de los milicianos locales, 200, eran de caballería. El nombre de la parroquia sí establece el problema de la posible identidad entre el "pueblo de Lontué" y el "pueblo de Peteroa", que mencionan en tiempos de la Conquista y Colonia diversas fuentes.
En el 7 de abril de 1814 se peleó en los campos vecinos al actual Lontué el Combate de Quechereguas, en el contexto de la Guerra de Independencia. Todavía subsiste en la zona la capilla del fundo Quechereguas del que tomó su nombre la refriega. En 1818 ocurrió un segundo Combate de Quechereguas en las inmediaciones de las casas del mismo fundo. El segundo es un entrevero entre la vanguardia patriota dirigida por Ramón Freire y una columna realista dos días antes del llamado Desastre de Cancha Rayada. Los patriotas fueron derrotados en Quechereguas en 1818. Pero en Lontué el combate que se recuerda y conmemora es el primero, el de 1814, en el que una fuerza dirigida por Bernardo O'Higgins logró repeler un confuso ataque nocturno de los realistas comandados por Gabino Gaínza. Tras este combate ambos ejércitos se encontraban agotados y en pésima condición logística, por lo que los dos bandos rehuyeron batallar hasta que negociaron y acordaron el subsecuente Tratado de Lircay al mes siguiente.

### Departamento de Lontué: Ferrocarril y cacicazgo
17 años después de la declaración de independencia, en 1835, junto con la creación legal de la provincia de Talca, se establece como una de sus subdivisiones el Departamento de Lontué, nombrado así en alusión al Río Lontué y a una anterior parroquia de Lontué o "de Peteroa". Este Departamento de Lontué en realidad tenía su capital o cabecera en la villa de Molina, fundada en 1834, aunque contaba con una Sudelegación de Lontué separada de la de Molina. El 10 de febrero de 1835 se decretó el traslado de la antigua "parroquia de Lontué" a Molina. La economía de la zona es en esos años se basó en la producción de trigo, principal producto de exportación del agro chileno a los mercados desarrollados en las siguientes décadas a partir de la producción aurífera de California y Australia.
Entre 1868 y 1874 se construyó la sección de línea ferroviaria que une Curicó y Chillán, junto a la cual se instaló la estación Lontué. En al menos una fuente se afirma que el ferrocarril llegó al lugar el 25 de diciembre de 1885.
La estación ferroviaria actuó como foco formal del desarrollo de la actual población y centro de acopio de productos agrícolas locales, para su posterior despacho a puertos y mercados urbanos. Lontué aparece como localidad separada de Molina ya en mapas provinciales de 1885. El municipio de Molina estiman que su supuesta fundación, que no se encuentra precisada, habría ocurrido entre ese año de 1885 y 1890. Existe la costumbre local de celebrar el aniversario de Lontué en el mes de octubre de cada año.
En 1875 Bonifacio Correa Albano, que fue diputado por el Departamento de Lontué entre 1873 y 1876, fundó la Viña Lontué. En 1914, en la Viña Lontué, bajo la dirección de un enólogo francés, producía dos millones seiscientos mil litros de vino. A esta productora de vino, y ese mismo año de 1914, llegó a trabajar como contador el inmigrante suizo Eduardo Frei Schlinz, padre del posterior presidente de República Eduardo Frei Montalva, entonces de tres años. Frei Montalva hizo sus primeros estudios en la precaria escuela dependiente del fundo de Correa Errázuriz, en cuyos registros, heredados por la actual escuela pública "Presidente Eduardo Frei Montalva", constan las pobres condiciones enseñanza de esos años. En 1920 la familia del futuro mandatario abandonó la zona. Frei Montalva, décadas más tarde, impulsaría en su gobierno el proceso de reforma agraria, hecho que algunos autores relacionan con su experiencia infantil de la situación social del agro chileno.
Las familias tradicionales de esta comuna, Albano, Correa y Vergara, en tiempos del voto censitario y, luego, la generalizada práctica electoral de cohecho y el acarreo de inquilinos, ostentó la diputación local del distrito durante largas décadas. Así, entre sus miembros se cuentan Juan Albano Pereira de la Cruz (diputado por Talca antes de la formación del Departamento de Lontué, 1826-1827); su nieto, Diego Vergara Albano (diputado por Lontué 1864-1867); Vicente Correa Albano(1825-1884), Bonifacio Correa Albano (ídem, 1873-1876); el hermano de éste José Gregorio Correa Albano (ídem, 1891-1894); el sobrino del último e hijo del anterior, Francisco Javier Correa Errázuriz (1906-1909); y otros relacionados, como el nieto del primero de los nombrados, Elías Fernández Albano (1885-1891 y 1894-1897) y los primos de este último, Diego Vergara Correa (1839-1891) y José Bonifacio Vergara Correa (1897-1909). Todos ellos, a la vez de grandes propietarios agrícolas, fueron representantes del Partido Conservador.

En Lontué se instaló la planta productora de la Compañía Industrial S.A, fundada en 1902 según SOFOFA, entidad que la considera como una industria pionera a nivel nacional en la "elaboración y procesamiento de productos alimenticios" (aceites y otros). Aunque el mismo gremio fabril consigna, en la misma fuente, la fecha de instalación de la compañía con su planta de Lontué ocurrió, bajo su nombre comercial Aceites y Alcoholes Patria S.A., en 1923.
En su calidad de cacique político y hacendado local, Francisco Javier Correa Errázuriz construyó entre 1920 y 1926 la parroquia San Bonifacio a poca distancia (una cuadra) de la estación de trenes. Este edificio religioso fue nombrado en honor al padre de su constructor. Actualmente uno de los hitos característicos de la localidad, es un templo católico de estilo neogótico con un púlpito exterior orientado hacia la pequeña plaza ubicada frente a la edificación. Este púlpito externo o balcón, aparentemente destinado a arengar a la población campesina congregada frente a la iglesia, también se halla en el templo de la vecina Molina.

### Movimiento campesino, tomas y represión
En 1932, en tiempos del breve gobierno conocido como República Socialista de Chile, se intentaron organizar los primeros sindicatos de trabajadores de viñas en el país. Dos de estas organizaciones, el Sindicato Industrial Jorge Brocaire y el Sindicato Industrial Viña Lontué, surgen en Lontué, sucitando la polémica por parte de la Sociedad Nacional de Agricultura, que se opone a la aplicabilidad del derecho de sindicalización en el agro. Este movimiento cristalizaría años después en una huelga campesina, ampliamente cubierta por la prensa nacional, que se extendió generalizadamente entre Lontué y Molina, a partir de la paralización de Viña San Pedro, en enero de 1954. Los huelguistas, que solicitaban mejoras en su situación económica, fueron asesorados por la Acción Sindical Chilena (ASICH, organismo creado por el sacerdote y posterior santo católico Alberto Hurtado) y la Central Única de Trabajadores (CUT). La paralización, tras el apresamiento de campesinos invocando la Ley de Defensa de la Democracia (o "Ley Maldita"), terminó con indultos para los huelguistas, en un contexto político en el que se comenzaba a imponer la opinión de derogar dicha polémica legislación.
Alrededor de 1971 se inició una ola de tomas de propiedades agrícolas en Lontué y la vecina Molina. Posteriormente el presidente Salvador Allende separó de su cargo al gobernador del departamento tras el surgimiento de la acusación de haber incitado estas tomas desde su puesto en el gobierno local. Los trabajadores de la compañía Aceites y Alcoholes Patria S.A., una de las principales productoras nacionales de aceite comestible de la época, con planta en Lontué, el 28 de septiembre de 1972, habían comenzado una huelga y una toma acusando a la compañía de retener su producción, fomentando el desabastecimiento y el descontento contra el gobierno. La toma era interpretada por qué cercanos a la dirección de la empresa como una maniobra para forzar la intervención de la misma por parte del gobierno. La intervención gubernamental de la compañía se produjo el 6 de octubre de ese año 1972. En enero de 1973, el gobierno de Salvador Allende anunció el envío al parlamento un plan, denominado "proyecto Prats-Millas" que consistía en estatizar o pasar definitivamente al "área social", junto con otras 53 empresas, Aceites y Alcoholes Patria. El proyecto no fue despachado finalmente al Congreso por el Ejecutivo. Luego del golpe de Estado de 1973, la compañía fue intervenida a su vez por fuerzas militares, que la restituyeron a sus propietarios anteriores el 21 de noviembre de 1974. Acciones represivas y de represalia contra grupos de origen campesino y obrero continuaron en la zona durante el régimen subsecuente. Así, por ejemplo, en mayo de 1980 un grupo de jóvenes colaboradores de la pastoral de la parroquia de Lontué fueron apresados por la CNI, permaneciendo cautivos en calidad de prisioneros políticos por tres años y medio, acusados de tenencia de armas y asociación ilícita.

### Inundación de 1986
El 16 de junio de 1986 se produce una crecida del Río Lontué, que rebasa sus márgenes un poco más arriba del pueblo, en las cercanías de Pichingal, recorriendo 5 a 6 kilómetros de viñas y bodegas hasta transformarse en un aluvión que afectó de manera catastrófica a la localidad. El curso corrió violentamente por Av. 7 de abril y sectores aledaños, causando la desaparición de 3000 personas y dejando a 4 mil familias damnificadas, situación que, en medio de una escasa reacción del gobierno autoritario de Augusto Pinochet a nivel central, motivó el levantamiento de una serie de campañas mediáticas de beneficencia. Una de ellas, "Chile ayuda a Lontué", fue encabezada por el animador Mario Kreuztberger, en el programa televisivo Sábados Gigantes, con amplio impacto mediático a nivel nacional.

### Tecnificación de la agroindustria
Desde fines de los años 80 y a lo largo de los 90 la zona circundante a Lontué experimentó, junto con el resto de la región, un proceso de modernización agrícola, a partir de la producción de fruta y vino destinado a la exportación. Surgen en esa época nuevas plantas de embalaje, denominadas "pakings", destinadas a preparar el envío de fruta al mercado internacional, así como una puesta al día de las técnicas y estándares vitivinícolas.

## Economía
La localidad de Lontué y sus zonas aledañas, que comprenden las denominaciones de origen Valle de Curicó y Valle del Maule, junto con los ríos Teno y Lontué, son reconocidas a nivel nacional por su alta concentración de viñedos y su tradicional empresa vitivinícola. Así, en Lontué se encuentran viñas con prestigio a nivel mundial, tales como la Viña Santa Rita, Concha y Toro Viña San Pedro, Viña Valdivieso y Viña La Fortuna.
Junto a las viejas instalaciones aceiteras de Aceites y Alcoholes Patria S.A. (Compañía Industrial), cuya propiedad vendió el holding Grupo Vial a la banca internacional a fines de los 80, funciona una planta de la compañía Carozzi, dedicada a producir alimento para mascotas. Esta última planta fue construida a principios de la década de los años 1980s por la Compañía Industrial en el sector marcado en mapas anteriores como El Semillero, para, originalmente, procesar y empaquetar arroz.

## Deporte

### Fútbol
Favorita de Lontué participó en las ediciones 2009 y 2011 de la Copa Chile, ambas en condición de reciente campeón regional amateur.